# ストロンチウムクロメート
ストロンチウムクロメート (strontium chromate) は化学式 SrCrO4 で表される、ストロンチウムとクロムを主成分とする無機化合物で、クロム酸ストロンチウムとも呼ばれる。黄色顔料として用いられ、ストロンチウムイエロー (strontium yellow)、ストロンシャンイエロー (strontian yellow) あるいはストロンチウム黄とも呼ばれる。Colour Index Generic NameはPigment Yellow 32である。

## 性質・用途
緑がかった鮮やかな明るい黄色を呈するため、かつてはレモンイエロー (lemon yellow)、シトロンイエロー (citron yellow) あるいは顔料名をそのままとってストロンチウムイエロー、ストロンシャンイエローの名前で黄色の絵具として用いられた。ただ若干の毒性があるので、絵具としてのレモンイエローはアゾ系の黄色有機顔料に代替されることが多くなった。一方クロム酸塩からなる黄色顔料にはさび止めの効果があるため、水溶性樹脂の開発に伴い防錆塗料用顔料としての需要が増すことになった。防錆塗料用途としては耐熱性がよく、溶解度は塩基性クロム酸亜鉛カリウムの2分の1である。クロム酸イオンの溶出量はやや少ないが、長期にわたって効果は持続する。
なおクロム酸ストロンチウムと化学的性質が似ている黄色顔料のクロム酸バリウム（バリウムクロメート、バリウムイエロー、バリウム黄）もあり、クロム酸ストロンチウム同様絵具や防錆塗料に用いられる。